# 可扩展用户界面协议
可扩展用户界面协议（Extensible User Interface Protocol，缩写XUP）是一个被提议的Web标准。XUP是一个基于SOAP的协议，旨在用户界面中的事件通信，而该用户界面采用XML文档描述。该规范不限制XML文档的格式，也不限制通过XUP通信何种事件模型。规范中给出的可能采用的用户界面语言包括XHTML、無線標記語言和XUL。
XUP规范于2002年3月由联盟成员MartSoft Corporation提交到万维网联盟（W3C）。截至2006年，它是一个W3C Note，这意味着W3C未承诺将该标准制定为一个潜在的“建议书”，而只是为提供信息而托管。